# Milesia pennipes
Milesia pennipes är en tvåvingeart som beskrevs av Heikki Hippa 1990. Milesia pennipes ingår i släktet Milesia och familjen blomflugor. Inga underarter finns listade i Catalogue of Life.